# يو إف سي 132
يو إف سي 132: كروز ضد فابر (بالإنجليزية: UFC 132: Cruz vs. Faber)‏ هو حدث لفنون القتال المختلطة نظمته يو إف سي، أُقيم في 2 يوليو 2011، على إم جي إم جراند جاردن أرينا في لاس فيغاس، نيفادا، الولايات المتحدة.